# Leo Octave Marie van Nispen tot Sevenaer
Jhr. Leo Octave Marie van Nispen tot Sevenaer (Oosterhout, 10 juli 1900 - 's-Gravenhage, 16 oktober 1993) was een Nederlands burgemeester.

## Biografie
Van Nispen was lid van de familie Van Nispen en een zoon van rechtbankpresident jhr. mr. Carel Octave Marie van Nispen tot Sevenaer (1866-1949) en Clementina Maria Arnoldine barones van Hövell tot Westerflier (1872-1958), telg uit het geslacht Van Hövell. Hij was een broer van kunsthistoricus jhr. dr. Eugène Octave Marie van Nispen tot Sevenaer (1895-1957). Twee van zijn zwagers waren ook burgemeester.
Van Nispen studeerde, na zijn gymnasiumdiploma te hebben behaald aan het openbaar gymnasium te 's-Hertogenbosch, af in de rechten aan de Universiteit van Amsterdam in 1926. Hij was vanaf 1929 burgemeester van zowel Stad als Ambt Delden waar hij op 14 december werd geïnstalleerd. Hij behield die functies tot 1 augustus 1965, dus meer dan 35 jaar, toen hij met pensioen ging. Hij werd pas vier jaar later, op 16 mei 1969, opgevolgd door mr. J.W.M. Rademaker in Stad Delden en door J.G. Buijvoets in Ambt Delden; in beide gemeenten was L.H.H.R. van Wensen gedurende de tussenliggende jaren waarnemend burgemeester. In zijn ambtsperiode was er opnieuw sprake van een samenvoeging van de twee gemeenten Stad en Ambt Delden, maar dat gebeurde niet, hoewel de burgemeester een voorstander van die samenvoeging was; zulke plannen mislukten ook al in 1924, 1954 en als laatste in 1963. Pas in 2001 zouden beide gemeenten opgaan in een gemeente: Hof van Twente.
Tijdens zijn lange ambtsperiode werden vele belangrijke plannen besproken en uitgevoerd, bijvoorbeeld inzake vernieuwing van de riolering, uitbreidingsplannen, oprichting van scholen, enz. In 1940 opende het nieuwe gemeentehuis van Ambt Delden. In 1949 werd op initiatief van Van Nispen het herenhuis van de familie Wreesmann aan de Langestraat aangekocht om te gaan dienen als gemeentehuis voor Stad Delden. In 1951 werd de 5000e inwoner van Ambt Delden verwelkomd.
Van Nispen was tevens in de periode 1933-1934 kantonrechter-plaatsvervanger te Goor en van 1934 tot 1955 te Almelo, en vanaf 1947 lid van het ambtenarengerecht te Arnhem. Daarnaast was hij bestuurslid van de Oudheidkamer Twente en sinds de oprichting in 1932 secretaris-penningmeester van de Stichting Het Overijsselsch Landschap.
Bij de lintjesregen van 1957 werd jhr. mr. L.O.M. van Nispen tot Sevenaer benoemd tot Ridder in de Orde van Oranje-Nassau. Hij overleed ongehuwd in 1993 op 93-jarige leeftijd.